# Stanisław Mackiewicz

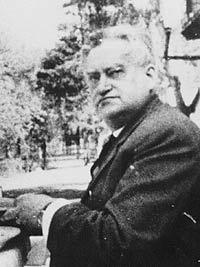
Stanisław Mackiewicz

Stanisław Mackiewicz (* 18. Dezember 1896 in Sankt Petersburg; † 18. Februar 1966 in Warschau) war ein polnischer Politiker und Ministerpräsident der Polnischen Exilregierung.

## Leben

### Studium und Erster Weltkrieg
Mackiewicz, der aus dem polnischen Landadel stammte, absolvierte nach dem Besuch von Gymnasien in Wilna, Wynohradiw und Krakau 1914 ein Studium an der Jagiellonen-Universität in Krakau. Bereits während dieser Zeit wurde er 1911 Redakteur der in Wilna geheim erscheinenden Zeitung „Pobudka“ (Wecksignal). Später war er zunächst ein Anhänger der Monarchie und als politischer Journalist Verfasser konservativ geprägter Schriften.
Während des Ersten Weltkrieges trat er 1916 der Vereinigung der Polnischen Jugend (Związek Młodzieży Polskiej „Zet“) bei. 1917 wurde er Mitglied in der Polnischen Militärischen Organisation (POW, polnisch Polska Organizacja Wojskowa).

### Unabhängigkeit Polens, Zweite Republik und Exil
Nach der Wiedererlangung der Unabhängigkeit Polens am 11. November 1918 war er während des Polnisch-Sowjetischen Krieges 1920 Freiwilliger der Polnischen Armee und als solcher Soldat im 13. Ulanenregiment Nowa Wilejka unter dem Kommando von Major Władysław Dąbrowski.
Zwischen 1922 und 1939 war er Redakteur der Tageszeitung „Słowo“ (Das Wort). Daneben war er von 1929 bis 1933 Redakteur bei Radiozeitungen. Als späterer Chefredakteur von „Słowo“ erwarb er sich den Ruf eines konservativen Publizisten, der dem Regime von Adolf Hitler beständig manifeste polonophile Tendenzen attestierte, sowie als Befürworter der nationalsozialistischen Innenpolitik. Über den Reichsparteitag 1934 in Nürnberg verfasste er geradezu enthusiastische Berichte, die auch das außenpolitische Verhältnis zwischen Polen und dem Dritten Reich prägten. Nach dem Tode von Marschall Józef Piłsudski am 12. Mai 1935 wurde er als Angehöriger der Opposition am 23. März 1939 verhaftet und 17 Tage lang im Gefangenenlager Bereza Kartuska festgehalten.
Nach dem Überfall auf Polen und dem Beginn des Zweiten Weltkrieges am 1. September 1939 verließ er Polen am 16. September 1939, um nach London ins Exil zu gehen. Dort war er zwischen 1940 und 1954 Herausgeber von Broschüren zu aktuellen politischen Themen sowie von 1946 bis 1950 Redakteur der Emigrantenzeitung „Lwów i Wilno“. Im Juli 1940 unterstützte Mackiewicz innerhalb einer Gruppe polnischer Exil-Politiker ein gegen die Sowjetunion gerichtetes deutsch-polnisches Bündnis.
Am 8. Juni 1954 wurde er dann als Nachfolger von Jerzy Hryniewski Ministerpräsident der Polnischen Exilregierung. Dieses Amt hatte er bis zu seiner Ablösung durch Hugon Hanke am 11. September 1955 inne. Im darauf folgenden Jahr kehrte er in die mittlerweile kommunistisch orientierte Volksrepublik Polen zurück, wo er zehn Jahre später verstarb.
Sein jüngerer Bruder Józef Mackiewicz war ebenfalls ein prominenter politischer Journalist, der später im Exil in München verstarb.

## Veröffentlichungen
Mackiewicz war neben seiner journalistischen Tätigkeit unter den Pseudonymen „Cat“, „Gallieni Gallus“, „Quand meme“, „Gaston de Cerizay“ auch Verfasser mehrerer Werke wie:
- Henryk Sienkiewicz, 1916
- Historia Polski od 11 listopada 1918 r. do 17 września 1939 r. (Polnische Geschichte vom 11. November 1918 bis zum 17. September 1939), London 1941
- Historia Polski od 17 września 1939 r. do lipca 1945 r. (Polnische Geschichte vom 17. September 1939 bis Juli 1945)
- Dostojewski, 1947[4]
- Stanisław August, 1953
- Londyniszcze, London 1957
- Europa in flagranti, 1965 (Pseudonym „Cat“)
- Klucz do Piłsudskiego (Schlüssel zu Piłsudski)